# George Anthony Frendo

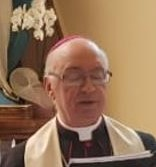
George Anthony Frendo (2020)

Wappen von George Anthony Frendo als Erzbischof von Tirana-Durrës

George Anthony Frendo OP (* 4. April 1946 in Qormi, Malta) ist ein maltesischer Ordensgeistlicher und emeritierter römisch-katholischer Erzbischof von Tirana-Durrës in Albanien.

## Leben
George Frendo trat 1962 in das Dominikanerkloster Unserer lieben Frau von Grotto in Rabat (Malta) ein; seine theologischen Studien absolvierte er ebenda an der ordenseigenen Hochschule. Am 7. April 1969 wurde er zum Priester geweiht. Frendo studierte danach in Rom an der Päpstlichen Universität Heiliger Thomas von Aquin Kanonisches Recht und wurde 1973 nach Anfertigung einer Dissertationsschrift mit dem Thema Unaufflöslichkeit und Scheidung in der Theologie der Scholastiker des 13. Jahrhunderts zum Dr. iur. can. promoviert.
In den folgenden Jahrzehnten bekleidete er verschiedene Ämter in der maltesischen Provinz seines Ordens: er war Novizenmeister, Prior eines Konvents, Gemeindepfarrer, Richter an verschiedenen kirchlichen Gerichten und von 1989 bis 1997 Provinzialoberer.
Unmittelbar nach dem Ende seiner Amtszeit als Prior der maltesischen Dominikanerprovinz ging Frendo als Missionar nach Albanien und baute in Tirana die erste Niederlassung seines Ordens in dem Balkanland auf. Die albanische Bischofskonferenz betraute ihn mit der Erarbeitung ergänzender Normen zum kanonischen Recht, die auf die speziellen Verhältnisse der katholischen Kirche in Albanien zugeschnitten sein sollten. Nach Erfüllung dieser Aufgabe wurde Frendo 1998 zum Generalvikar des Erzbistums Tirana-Durrës ernannt. Im Jahr darauf wählte man den Malteser auch zum Präsidenten der Konferenz höherer Ordensoberer in Albanien, der die Koordination der Arbeit der verschiedenen im Land tätigen Orden obliegt. 2001 bis 2006 vertrat Pater Frendo Albanien auch in der Union der Europäischen Konferenzen der höheren Ordensoberen.
Am 7. Juli 2006 wurde George Frendo von Papst Benedikt XVI. zum Titularbischof von Buthrotum und zum Weihbischof für das Erzbistum Tirana-Durrës ernannt. Die Bischofsweihe spendete ihm Erzbischof Rrok Mirdita am 23. September desselben Jahres. Mitkonsekratoren waren der Apostolische Nuntius in Albanien, Erzbischof John Bulaitis, und der Erzbischof von Malta, Joseph Mercieca.
Papst Franziskus ernannte ihn am  17. November 2016 zum Erzbischof von Tirana-Durrës. Die Amtseinführung fand am 3. Dezember desselben Jahres statt. Am 8. Juli 2020 berief ihn Papst Franziskus zum Mitglied des Päpstlichen Rates für den Interreligiösen Dialog.
Am 30. November 2021 nahm Papst Franziskus seinen altersbedingten Rücktritt an.

## Werke
- Indissolubility and divorce in the theology of thirteenth century Scholastics., Ex. Dis. Fac. Iuris Canonici – P. Univ. a S. Thoma Aq. Diss., Rabat (Malta) 1973.